# چاکراکوچا (کاخاتامبو-اویون)
چاکراکوچا (به اسپانیایی: Chalhuacocha) یک کوه در پرو است که در منطقه لیما واقع شده‌است. چاکراکوچا ۵٬۲۰۰ متر بالاتر از سطح دریا واقع شده‌است.